# فاغنر إيروني دابونتي
فاغنر إيروني دالبوني المعروف بأليماو لاعب كرة قدم برازيلي من مواليد (18 أكتوبر 1990) لعب سابقاً في نادي الحزم السعودي .

## روابط خارجية
- فاغنر إيروني دابونتي على موقع Soccerway.com (الإنجليزية)